# Mittelberg bei Hofgeismar
Der Mittelberg bei Hofgeismar ist ein FFH- und Naturschutzgebiet in der hessischen Kleinstadt Hofgeismar im Landkreis Kassel.

## Allgemeines
Das Naturschutzgebiet mit der Gebietsnummer 1633028 ist 43,2 Hektar groß. Es ist nahezu deckungsgleich mit dem gleichnamigen FFH-Gebiet. Das Gebiet steht seit dem 3. Dezember 1991 unter Naturschutz.

## Beschreibung
Das aus zwei Teilflächen bestehende Naturschutzgebiet liegt westlich von Hofgeismar im Naturpark Reinhardswald. Die in Hanglage liegenden Flächen stellen kleinräumig erhaltene Kalkmagerrasen des FFH-Lebensraumtyps 6212* Submediterrane Halbtrockenrasen und des FFH-Lebensraumtyps 6110* Kalk-Pionierrasen unter Schutz. In die Rasenflächen sind Gehölze eingebettet, teilweise sind die Flächen verbuscht.
Auf den Magerrasen wurden zehn Orchideenarten festgestellt – Mückenhändelwurz, Bienenragwurz, Fliegenragwurz, Dreizähniges Knabenkraut, Männliches Knabenkraut, Helmknabenkraut, Zweiblättrige Waldhyazinthe, Grünliche Waldhyazinthe, Großes Zweiblatt und Einknollige Honigorchis. Die Einknollige Honigorchis als in Hessen stark gefährdete Art hat hier ein zahlenmäßig großes Vorkommen. Ebenfalls bedeutungsvoll ist das Vorkommen des auch stark gefährdeten Gewöhnlichen Katzenpfötchens, das hier seine bedeutendsten Bestände im Kasseler Raum hat. Weiterhin sind hier Sumpfherzblatt, Echter Dost, Stängellose Kratzdistel, Golddistel, Deutscher Fransenenzian, Gewöhnlicher Fransenenzian, Steifer Augentrost, Dornige Hauhechel, Knolliger Hahnenfuß, Echte Schlüsselblume, Gewöhnlicher Hornklee, Hopfenklee, Kleines Habichtskraut, Steifhaariger Löwenzahn, Purgierlein, Kleine Bibernelle, Mittlerer Wegerich, Frühlingsfingerkraut, Kleiner Wiesenknopf, Taubenskabiose, Fiederzwenke, Schafschwingel, Pyramidenschillergras, Mittleres Zittergras, Echter Wiesenhafer, Frühlingssegge und Blaugrüne Segge zu finden. Auf den nur kleinflächig im Bereich eines ehemaligen Steinbruchs vorkommenden Pionierrasen sind Ackerschmalwand, Quendelsandkraut, Frühlingshungerblümchen, Traubengamander, Feldehrenpreis sowie Gelbes Sonnenröschen, Kleines Habichtskraut, Frühlingsfingerkraut, Knolliger Hahnenfuß, Breitblättriger Thymian und Schafschwingel sowie verschiedene Moose und Flechten zu finden. Eine botanische Besonderheit ist der in Hessen sehr seltene Lothringer Lein.
Das Naturschutzgebiet beherbergt verschiedene Vögel, Heuschrecken und Schmetterlinge. So ist das Naturschutzgebiet Lebensraum unter anderem für Wachtel, Kuckuck, Neuntöter, Braunkehlchen, Dorngrasmücke und Feldlerche. Für Rot- und Schwarzmilan ist das Gebiet Nahrungshabitat, zeitweise wurde auch die Wiesenweihe beobachtet. Im Naturschutzgebiet konnten bei Kartierungen 29 Tagfalter- und vier Widderchenarten erfasst werden, darunter die Rote-Liste-Arten Kleiner Würfeldickkopffalter, Mattscheckiger Braundickkopffalter, Weißbindiges Wiesenvögelchen, Kleiner Sonnenröschenbläuling, Zwergbläuling, Silbergrüner Bläuling, Quendelameisenbläuling und Schwalbenschwanz sowie Esparsettenwidderchen und Thymianwidderchen. Auch die Zauneidechse ist im Naturschutzgebiet heimisch.
Die beiden Teilflächen des Naturschutzgebietes sind nahezu vollständig von landwirtschaftlichen Nutzflächen umgeben.